# Messiasia uaupes
Messiasia uaupes är en tvåvingeart som beskrevs av Wilcox 1975. Messiasia uaupes ingår i släktet Messiasia och familjen Mydidae. Inga underarter finns listade i Catalogue of Life.